# Édouard Laferrière
Pour les articles homonymes, voir Laferrière.
Louis-Édouard Julien-Laferrière, né à Angoulême le 26 août 1841 et mort à Bourbonne-les-Bains le 2 juillet 1901, est un jurisconsulte et magistrat français. Il fut notamment vice-président du Conseil d'État de 1886 à 1898.

## Biographie
Édouard Laferrière est le fils de Firmin Laferrière.
Avocat au barreau de Paris en 1864, il écrit dans le Rappel des articles dans lesquels il critique de façon virulente le Second Empire, ce qui lui vaut d'être arrêté pour « complot contre la sûreté de l'État ».
De novembre 1868 à avril 1869, il est le collaborateur du rédacteur en chef du journal Le Palais, Maurice Joly. Cette collaboration prend fin en avril 1869 quand Edouard Laferrière et Maurice Joly se battent en duel.
Il crée, en mai 1870, le journal d'opposition la Loi qui cesse de paraître en septembre de la même année.
Nommé, en septembre 1870, maître des requêtes à la Commission provisoire remplaçant le Conseil d'État, il est directeur des cultes au ministère de l'Intérieur pendant quelques mois, puis président de la section du contentieux du Conseil d'État en 1879, fonction dans laquelle il exerce une influence majeure sur la jurisprudence administrative.
En 1883, il inaugure un cours de doctorat à la faculté de droit de Paris, qu'il intitule la Juridiction administrative et les recours contentieux. Bien qu'il décline le renouvellement de sa nomination en 1884, cette courte expérience d'enseignement est le point de départ de son Traité de la juridiction administrative et des recours contentieux, œuvre fondatrice du droit administratif français moderne, qui sera publié quatre ans plus tard. Il est ainsi le premier à avoir modifié la classification des contentieux administratifs posée par Léon Aucoc. Au lieu de parler de « théories » comme ce dernier, il parle de « contentieux ».
Nommé vice-président du Conseil d'État en 1886, il aura à cœur d'accroître son rôle dans la procédure législative et réglementaire, de développer son activité contentieuse, de défendre son renom et son prestige.
Il quitte le Conseil d'État en juillet 1898 pour devenir gouverneur général de l'Algérie, fonction qu'il n'exercera que deux ans. Dans le mois qui suit son arrivée à Alger, il crée les délégations financières, première assemblée à rôle consultatif en matière financière, au sein desquelles siègent à la fois des européens et des indigènes.
Malade, il regagne la France métropolitaine en décembre 1900 et il est nommé procureur général près la Cour de cassation, poste qu'il n'occupera qu'un peu plus de six mois puisqu'il meurt le 2 juillet 1901, peu après avoir prononcé ses Conclusions sur l'arrêt Cour de Cassation « Dessauer » le 12 juin.
Il est l'oncle de Julien Laferrière (14/07/1881 Limoges - 04/03/1958 Limoges), agrégé en 1910, docteur en droit, professeur de droit à la faculté de Lille de 1908 à 1919, de Strasbourg de 1919 à 1929, puis de Paris de 1929 à 1951.

## Hommages et distinctions

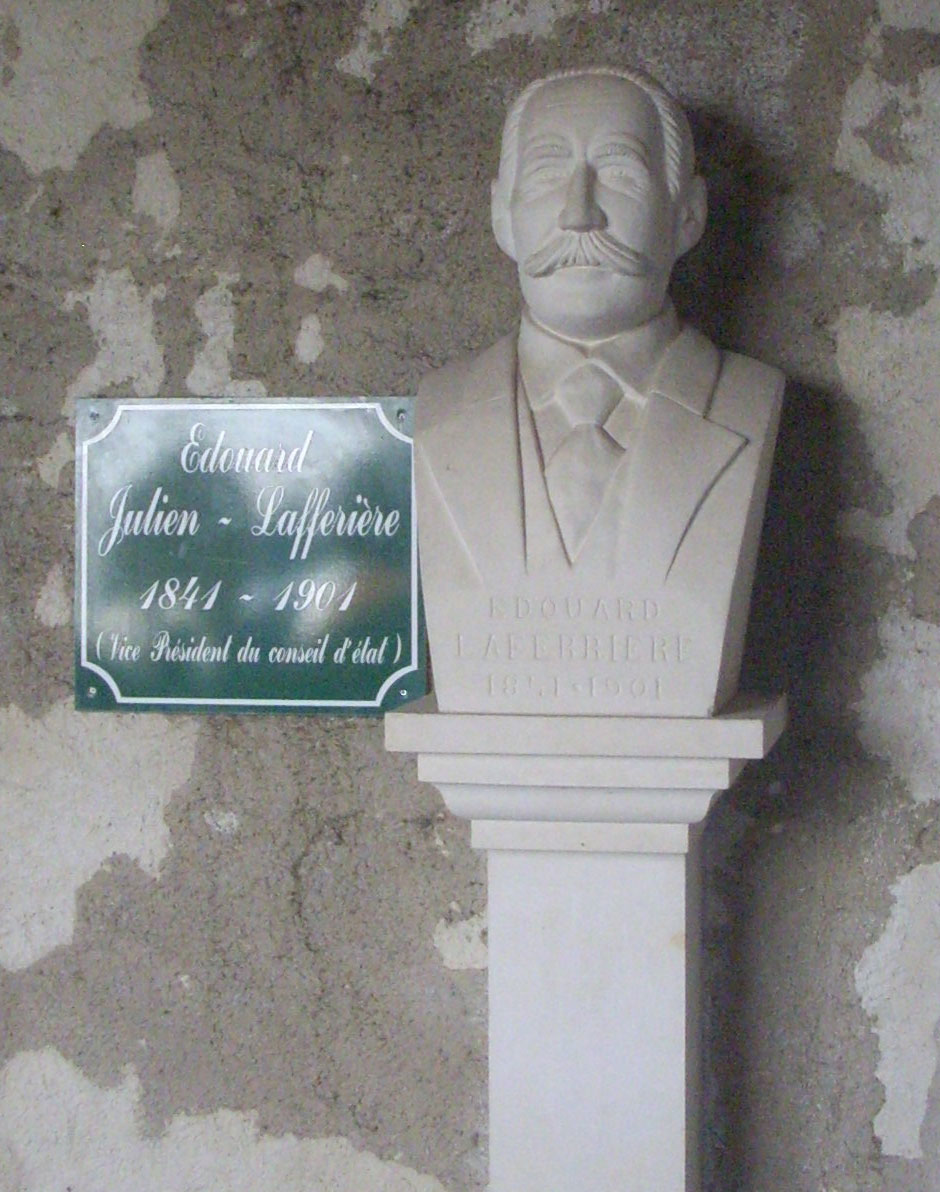
Buste de Laferrière au Cloître des Carmes à Jonzac

Grand-croix de la Légion d'honneur : 1900

## Œuvres et publications
- Les Constitutions d'Europe et d'Amérique, avec Anselme Batbie, Paris, Ed. Cotillon, 1869, 816 p.
- Traité de la juridiction administrative et des recours contentieux, 2 vol., Berger-Levrault, 1887-1888, 2e éd. 1896, réédition LGDJ 1989 :
  - Tome 1, 724 p.
  - Tome 2, 709 p.
- Répertoire du droit administratif, collaboration avec Léon Béquet, Paul Dupré et Paul Dislère, 28 vol., 1882-1910.

## Pour approfondir